# KH-7

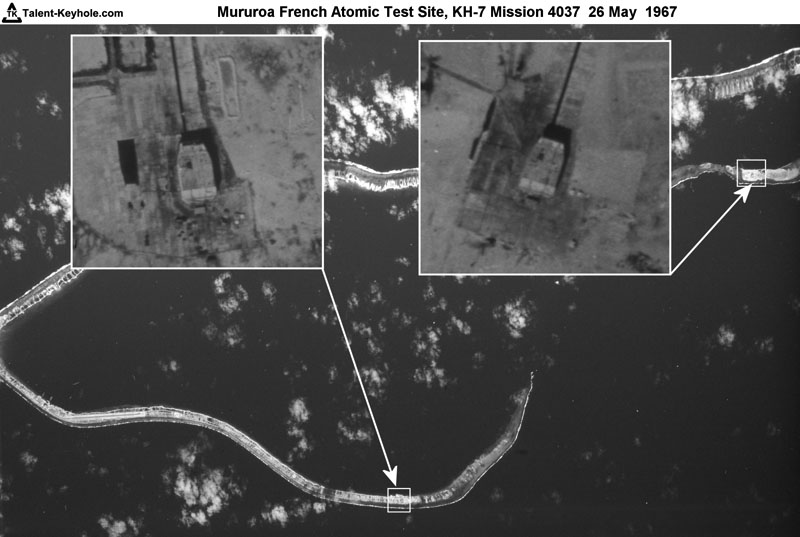
Vue de l'atoll de Moruroa par un satellite de reconnaissance américain KH-7 le 26 mai 1967.

Keyhole 7 ou KH-7 (nom de code Gambit 1) est une série de satellites de reconnaissance optique américains placés en orbite entre 1963 et 1967. Placés sur une orbite basse, ces satellites à la durée de vie brève (9 jours) réalisaient des images avec une résolution spatiale de 60 cm et envoyaient en fin de mission les données ainsi collectées dans une capsule de retour unique équipée d'un bouclier thermique et d'un parachute. Le KH-7 était généralement chargé d'effectuer des photos détaillées des sites repérés au préalable par des satellites de reconnaissance de la série des KH-4. Les KH-7 a été remplacé par une version améliorée, la série des KH-8/Gambit 3.

## Historique

### Contexte
Au début des années 1960 les États-Unis  et l'Union soviétique sont plongés dans la guerre froide, une guerre larvée se traduisant par la participation à des conflits dans plusieurs pays tiers et par une course aux armements effrénée. Chacun des deux pays développe des missiles balistiques intercontinentaux et une flotte de bombardiers porteurs de l'arme nucléaire. La mesure des forces de l'Union soviétique joue un rôle clé dans les décisions stratégiques du gouvernement américain. Pour obtenir ces informations, celui-ci a recours à des avions de reconnaissance photographiques comme l'U-2 qui sont équipés de caméras fournissant des images du sol avec une résolution spatiale de 60 cm et survolent le territoire de l'URSS à très haute altitude, hors de portée de la défense anti-aérienne. Les premiers satellites de reconnaissance de la famille des KH-1 réalisent également des images mais la résolution de l'ordre de 7,5 mètres est souvent insuffisante. En 1960 un U-2 est abattu par un missile  SA-2 tiré par la défense anti-aérienne soviétique qui capture le pilote Francis Gary Powers. Les vols des avions de reconnaissance au-dessus du territoire soviétique sont définitivement suspendus. Dans le contexte ce la guerre froide il est urgent de trouver une autre source d'informations photographique et le président américain Eisenhower donne son accord pour le lancement du projet Gambit consistant à développer un satellite de reconnaissance pouvant fournir des photos d'une résolution du même ordre que celui des U-2.

### Un projet secret
Le projet Gambit devait être développé dans le plus grand secret. Les responsables américains hésitent initialement à confier ce projet à l'US Air Force car celle-ci n'est pas habituée à maintenir le secret autour de ses programmes contrairement à la CIA qui a prouvé son savoir en menant à bien le développement de l'avion de reconnaissance U-2 et développe à la même époque le satellite de reconnaissance Corona. Pour maintenir le secret autour de Gambit, l'US Air Force décide de classifier désormais tous ses programmes militaires spatiaux dans le cadre d'une stratégie baptisée Raincoat. Le programme est d'abord baptisé Programme I avant de recevoir son nom de code Gambit (stratagème). L'origine de cette désignation n'est pas connue mais elle pourrait être une allusion aux risques pris dans le cadre de ce programme qui s'appuie sur des technologies nouvelles. Contrairement à l'autre projet de satellite de reconnaissance Samos E-6 développé par l'US Air Force et largement connu de la presse, les dispositions prises pour maintenir par le secret seront efficaces puisque aucune fuite ne se produira durant plusieurs années.

### Architecture
L'objectif du projet était de disposer d'images suffisamment détaillées pour permettre d'identifier les caractéristiques des objets observés. Par exemple non seulement d'identifier la présence d'un silo de missile mais également de connaitre l'épaisseur du béton de la paroi pour en déduire la puissance et/ou la précision de la frappe nucléaire capable d'anéantir cette installation. Pour atteindre cet objectif, la société Kodak propose d'utiliser un télescope réfléchissant (donc basé sur des miroirs et non des lentilles) permettant d'obtenir un grossissement suffisant sans allonger de manière trop importante la partie optique. L'utilisation de télescopes réfléchissant est à l'époque répandue uniquement pour des applications en astronomie. Le miroir primaire lourd et épais pour pouvoir être pointé vers le sol devait être installé à l'avant du satellite mais cette position était occupée par la capsule de retour. L'architecture retenu consiste à placer un miroir réfléchissant mobile placé au fond d'une ouverture sur la face du satellite pointé vers la Terre. Le rayonnement lumineux vertical était réfléchi dans une direction horizontale  par ce dispositif vers le miroir primaire. Le miroir réfléchissant pouvait pivoter sans doute d'environ 30° pour prendre des images stéréoscopiques des objets permettant ainsi de reconstituer leur taille. Les miroirs réfléchissants utilisés par les télescopes terrestres étaient trop lourds (plusieurs tonnes) pour une application spatiale, et le constructeur du mettre au point des techniques (non révélées à ce jour) pour alléger le miroir primaire de 112 centimètres de diamètre qui occupait pratiquement toute la section du satellite (152 centimètres de diamètre). La longueur focale était de 196 centimètres. Des dispositifs dédiés étaient chargés de maintenir la température de l'ensemble dans une fourchette suffisante pour limiter la déformation de la géométrie de la partie optique. Une autre innovation est la mise au point d'un dispositif entrainant le film argentique exposé à la même vitesse que celle de défilement de l'image de la surface découlant de la vitesse orbitale du satellite. Cette vitesse n'était pas connue avec précision au lancement mais pouvait être déterminée une fois le satellite sur son orbite et transmise ensuite au système pilotant la caméra. Le film utilisé avait une largeur de 23 centimètres. Depuis une altitude de 167 km, la largeur de la surface filmée était d'environ 22 kilomètres. Compte tenu de la technique de défilement du film utilisée la caméra pouvait filmer une portion de terrain de cette largeur mais dont la longueur pouvait être comprise entre 4 et 741 kilomètres. En moyenne les prises de vue avaient une longueur d'une quarantaine de kilomètres.

### Choix du constructeur
À l'époque du démarrage du projet, Lockheed était le fournisseur exclusif des satellites développés pour le compte de l'Armée de l'Air américaine. Celle-ci, souhaitant diversifier ses sources, avait exclu cette entreprise de l'appel d'offres lancé durant l'été 1960 pour la réalisation du satellite de reconnaissance Samos E-6 dont le développement démarrait au même moment que celui de KH-7. La construction de ces deux satellites est confié à la société General Electric. L'étage Agena utilisé par les satellites de reconnaissance antérieurs est toujours là pour placer le satellite sur son orbite mais il ne sert plus fournir l'énergie et contrôler l'orientation du satellite une fois celui-ci en orbite. Il est largué et ce rôle est repris par l'OCV (Orbital Control Vehicle), une structure longue de 5 mètres pour un diamètre de 1,52 mètre. Pour contrôler l'orientation du satellite l'OCV utilisait un système de propulsion à gaz froid et des capteurs d'horizon. Compte tenu de l'étroitesse du champ de vue de la caméra du KH-7, la précision de ce système était essentielle pour que la cible visée puisse être photographiée. Les responsables du projet avaient des doutes sur la capacité de ce système et lancèrent le développement du KH-6/Lanyard un an plus tard (décembre 1961). Celui-ci doté d'une résolution spatiale intermédiaire devait pouvoir remplacer le KH-7 durant la phase de mise au point et constituait une assurance en cas de défaillance de ce satellite très innovant.

### Carrière  opérationnelle
En 1967 le premier exemplaire de la famille KH-7 Gambit est placée en orbite. Avec une résolution spatiale de 60 cm il joue un rôle complémentaire par rapport au KH-4. Ce dernier permet de détecter des sites intéressants que le  KH-7 est chargé de photographier de manière détaillée. Les photographies obtenues permettent d'identifier les objets au sol (navire, missile, avion) et d'avoir une première idée de leurs caractéristiques grâce à l'évaluation de leurs dimensions. Le satellite Gambit circule sur une orbite comprise entre 110 et 280 km et utilise un miroir de 1,2 mètre de diamètre.

## Caractéristiques techniques
Le satellite KH-7 est un engin spatial indépendant de l'étage Agena contrairement aux satellites de la génération précédente (KH-4). Le satellite d'une masse d'environ 2 tonnes est stabilisé 3 axes. Il est constitué par un module OCV (Orbital Control Vehicle) prenant la forme d'un cylindre d'un diamètre de 1,52 mètre et long de 5 mètres avec à son extrémité  une capsule de retour SRV (reentry vehicle) de forme conique haut de 80 cm et d'une diamètre de 70 centimètres. Ce dernier développé dans le cadre du programme Corona (KH-1 à KH-4) a une masse d'environ 160 kg et contient une rétrofusée Star 12 de Thiokol d'une masse de 33 kg dont 23 kg de propergol solide. La partie optique est constituée par un télescope disposant d'un miroir primaire de 112 centimètres de diamètre et d'une focale de 196 centimètres. La caméra utilise un dispositif qui fait que la pellicule exposée défile à la même vitesse que le déplacement apparent du site photographié dû au déplacement du satellite ce qui permet de limiter le flouté. Lorsqu'il se trouve à une altitude de 167 km (altitude normale à son périgée), les images prises ont une largeur de 22 km et une bande de 741 kilomètres peut être photographiée en continu. La résolution spatiale est alors comprise entre 61 et 91 centimètres.

Schémas KH-7
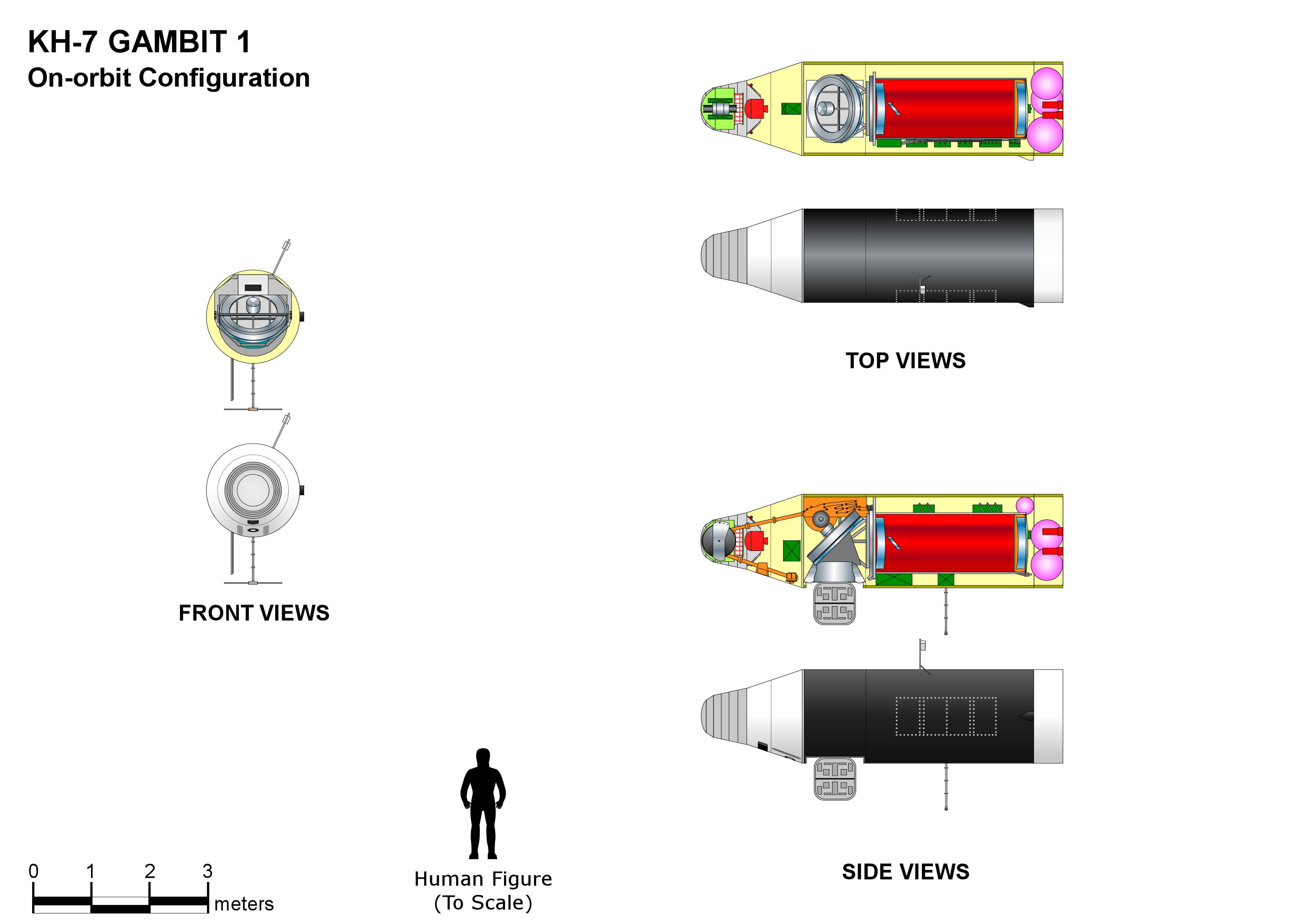
Schéma du satellite KH-7
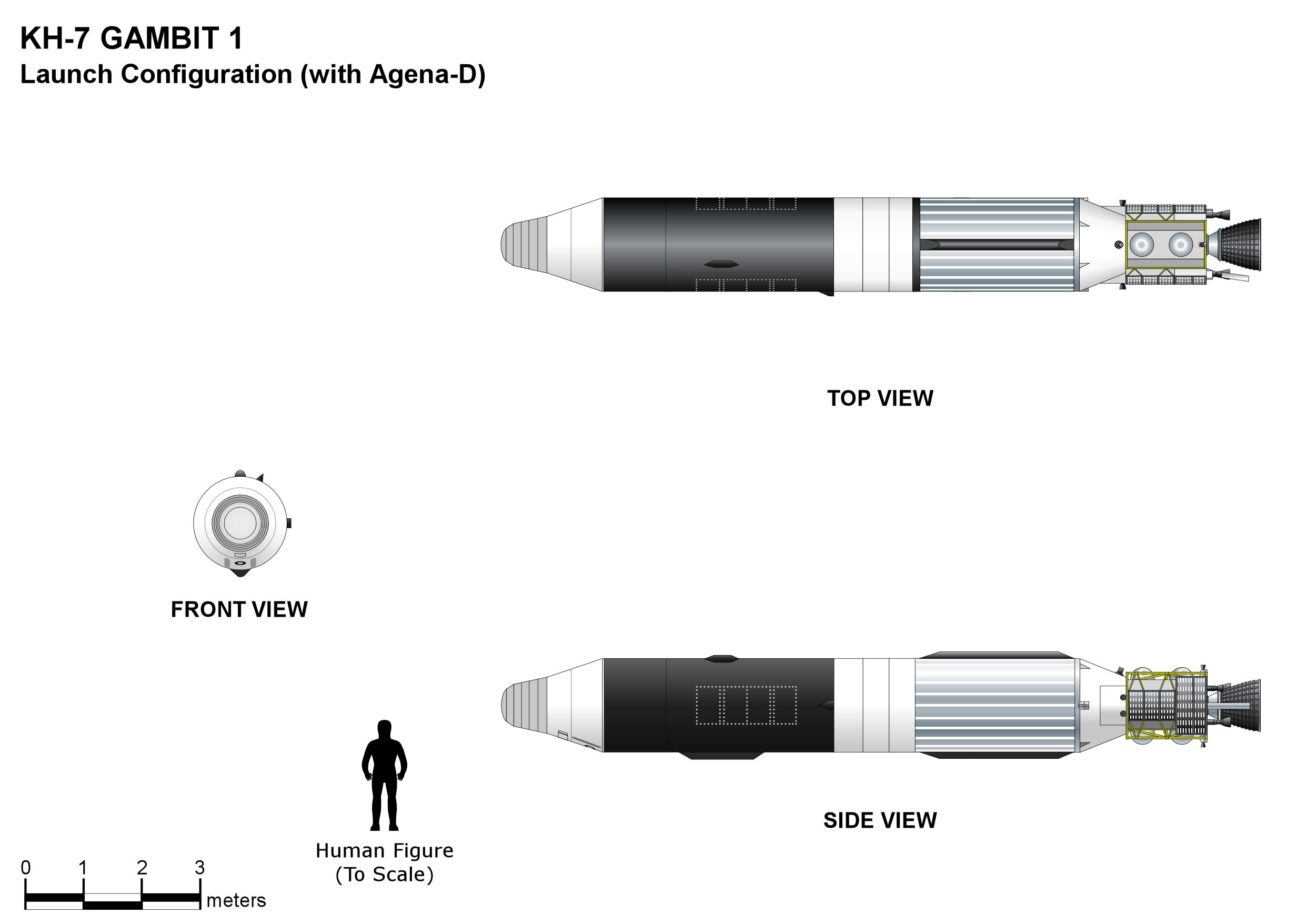
Schéma du KH-7 au lancement avec l'étage Agena qui sera largué une fois en orbite.

.

### Levée du secret militaire sur le programme
Comme tous les satellites de reconnaissance américain, le programme KH-7 est couvert par le secret militaire durant son développement et la carrière opérationnelle des satellites. Le dernier lancement d'un KH-7 et la levée du secret est pratiquement acquise en 1998 mais un événement externe, sans doute les essais nucléaire de l'Inde dont les préparatifs ont été délibérément masqués pour ne pas être vus par les satellites de reconnaissance américains, entrainent un report de cette mesure. En 2002 le gouvernement américain diffuse 19 000 photographies furent déclassifiées en 2002 (voir lien en bas de page) prises par le KH-7 sans fournir de précision sur l'origine de ces photos. Les détails du programme et les caractéristiques des satellites ont été déclassifiées en 2011 mais plusieurs années auparavant les interviews de personnalités impliquées dans le programme ainsi que la publication de certains documents avaient permis de reconstituer en grande partie ces éléments,.

## Liste des satellites KH-7

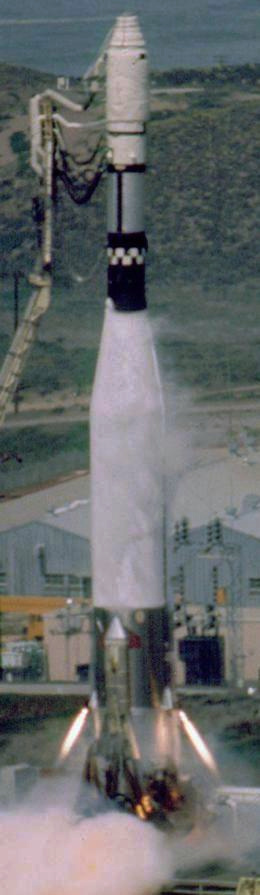
Lancement du KH-7 no 26 en 1966.

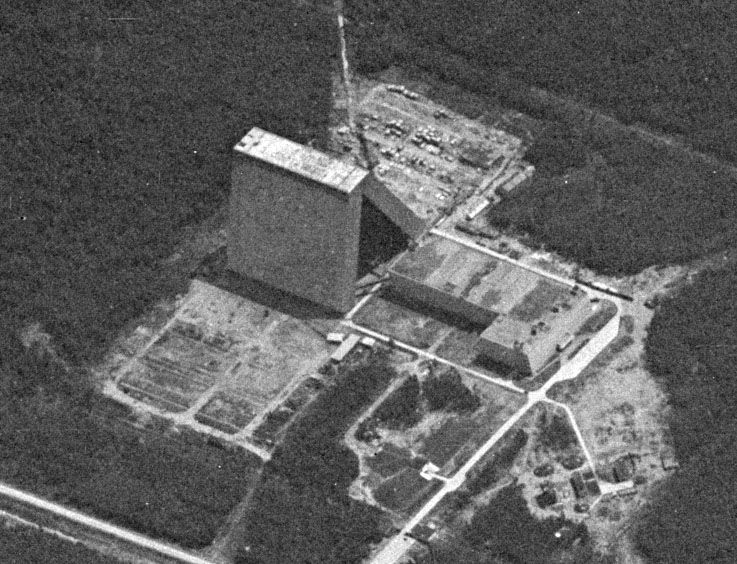
Radar de la défense anti-missiles soviétique situé à Kabinka photographié par un satellite KH-7 en 1967.

Les neuf premiers lancements sont réalisés depuis Point Arguello (en), les suivants depuis la Vandenberg Air Force Base. Il y eut au total 38 missions, dont 34 retournèrent des photographies. Au total, les photos de 30 missions furent exploitables.
| Nom    | No. mission | Lancé le   | Autre nom | ID COSPAR | Lanceur       | Périgée (km)                                                     | Apogée (km)                                                      | Inclinaison (deg)                                                | Remarque                                                                               |
| ------ | ----------- | ---------- | --------- | --------- | ------------- | ---------------------------------------------------------------- | ---------------------------------------------------------------- | ---------------------------------------------------------------- | -------------------------------------------------------------------------------------- |
| KH7-1  | 4001        | 1963-07-12 | OPS-1467  | 1963-028A | Atlas Agena D | 164                                                              | 164                                                              | 95,4                                                             | Étage Agena non largué volontairement                                                  |
| KH7-2  | 4002        | 1963-09-06 | OPS-1947  | 1963-036A | Atlas Agena D | 168                                                              | 263                                                              | 94,4                                                             | Étage Agena non largué volontairement                                                  |
| KH7-3  | 4003        | 1963-10-25 | OPS-2196  | 1963-041A | Atlas Agena D | 144                                                              | 332                                                              | 99,1                                                             | Étage Agena non largué volontairement                                                  |
| KH7-4  | 4004        | 1963-12-18 | OPS-2372  | 1963-051A | Atlas Agena D | 122                                                              | 266                                                              | 97,9                                                             |                                                                                        |
| KH7-5  | 4005        | 1964-02-25 | OPS-2423  | 1964-009A | Atlas Agena D | 173                                                              | 190                                                              | 95,7                                                             |                                                                                        |
| KH7-6  | 4006        | 1964-03-11 | OPS-3435  | 1964-012A | Atlas Agena D | 163                                                              | 203                                                              | 95,8                                                             |                                                                                        |
| KH7-7  | 4007        | 1964-04-23 | OPS-3743  | 1964-020A | Atlas Agena D | 150                                                              | 366                                                              | 103,6                                                            |                                                                                        |
| KH7-8  | 4008        | 1964-05-19 | OPS-3592  | 1964-024A | Atlas Agena D | 141                                                              | 380                                                              | 101,1                                                            | Des problèmes affectent l'étage Agena et le module OCV mais les photos sont récupérées |
| KH7-9  | 4009        | 1964-07-06 | OPS-3684  | 1964-036A | Atlas Agena D | 121                                                              | 346                                                              | 92,9                                                             |                                                                                        |
| KH7-10 | 4010        | 1964-08-14 | OPS-3802  | 1964-045A | SLV-3 Agena D | 149                                                              | 307                                                              | 95,5                                                             |                                                                                        |
| KH7-11 | 4011        | 1964-09-23 | OPS-4262  | 1964-058A | SLV-3 Agena D | 145                                                              | 303                                                              | 92,9                                                             |                                                                                        |
| KH7-12 | 4012        | 1964-10-08 | OPS-4036  | 1964-F11  | SLV-3 Agena D | Échec du lancement à la suite d'une défaillance de l'étage Agena | Échec du lancement à la suite d'une défaillance de l'étage Agena | Échec du lancement à la suite d'une défaillance de l'étage Agena | Échec du lancement à la suite d'une défaillance de l'étage Agena                       |
| KH7-13 | 4013        | 1964-10-23 | OPS-4384  | 1964-068A | Atlas Agena D | 139                                                              | 271                                                              | 88,6                                                             |                                                                                        |
| KH7-14 | 4014        | 1964-12-04 | OPS-4439  | 1964-079A | SLV-3 Agena D | 158                                                              | 357                                                              | 97                                                               | Explosion d'une des batteries embarquées                                               |
| KH7-15 | 4015        | 1965-01-23 | OPS-4703  | 1965-005A | SLV-3 Agena D | 146                                                              | 291                                                              | 102,5                                                            |                                                                                        |
| KH7-16 | 4016        | 1965-03-12 | OPS-4920  | 1965-019A | SLV-3 Agena D | 93                                                               | 155                                                              |                                                                  |                                                                                        |
| KH7-17 | 4017        | 1965-04-28 | OPS-4983  | 1965-031A | SLV-3 Agena D | 180                                                              | 259                                                              | 95,7                                                             |                                                                                        |
| KH7-18 | 4018        | 1965-05-27 | OPS-5236  | 1965-041A | SLV-3 Agena D | 149                                                              | 267                                                              | 95,8                                                             |                                                                                        |
| KH7-19 | 4019        | 1965-06-25 | OPS-5501  | 1965-050B | SLV-3 Agena D | 151                                                              | 283                                                              | 107,6                                                            | Aucune image récupérée                                                                 |
| KH7-20 | 4020        | 1965-07-12 | OPS-5810  | 1965-F07  | SLV-3 Agena D | Échec du lancement                                               | Échec du lancement                                               | Échec du lancement                                               | Échec du lancement                                                                     |
| KH7-21 | 4021        | 1965-08-03 | OPS-5698  | 1965-062A | SLV-3 Agena D | 149                                                              | 307                                                              | 107,5                                                            |                                                                                        |
| KH7-22 | 4022        | 1965-09-30 | OPS-7208  | 1965-076A | SLV-3 Agena D | 98                                                               | 164                                                              | 95,6                                                             |                                                                                        |
| KH7-23 | 4023        | 1965-11-08 | OPS-6232  | 1965-090B | SLV-3 Agena D | 145                                                              | 277                                                              | 93,9                                                             | Nombre limité d'images récupérées                                                      |
| KH7-24 | 4024        | 1966-01-19 | OPS-7253  | 1966-002A | SLV-3 Agena D | 150                                                              | 269                                                              | 93,9                                                             |                                                                                        |
| KH7-25 | 4025        | 1966-02-15 | OPS-1184  | 1966-012A | SLV-3 Agena D | 148                                                              | 293                                                              | 96,5                                                             |                                                                                        |
| KH7-26 | 4026        | 1966-03-18 | OPS-0879  | 1966-022A | SLV-3 Agena D | 162                                                              | 208                                                              | 101                                                              |                                                                                        |
| KH7-27 | 4027        | 1966-04-19 | OPS-0910  | 1966-032A | SLV-3 Agena D | 139                                                              | 312                                                              | 116,9                                                            |                                                                                        |
| KH7-28 | 4028        | 1966-05-14 | OPS-1950  | 1966-039A | SLV-3 Agena D | 133                                                              | 358                                                              | 110,5                                                            |                                                                                        |
| KH7-29 | 4029        | 1966-06-03 | OPS-1577  | 1966-048A | SLV-3 Agena D | 143                                                              | 288                                                              | 86,9                                                             |                                                                                        |
| KH7-30 | 4030        | 1966-07-12 | OPS-1850  | 1966-062A | SLV-3 Agena D | 137                                                              | 236                                                              | 95,5                                                             |                                                                                        |
| KH7-31 | 4031        | 1966-08-16 | OPS-1832  | 1966-074A | SLV-3 Agena D | 146                                                              | 358                                                              | 93,3                                                             |                                                                                        |
| KH7-32 | 4032        | 1966-09-16 | OPS-1686  | 1966-083A | SLV-3 Agena D | 148                                                              | 333                                                              | 93,9                                                             |                                                                                        |
| KH7-33 | 4033        | 1966-10-12 | OPS-2055  | 1966-090A | SLV-3 Agena D | 155                                                              | 287                                                              | 91                                                               |                                                                                        |
| KH7-34 | 4034        | 1966-11-02 | OPS-2070  | 1966-098A | SLV-3 Agena D | 159                                                              | 305                                                              | 91                                                               | Aucune image récupérée                                                                 |
| KH7-35 | 4035        | 1966-12-05 | OPS-1890  | 1966-109A | SLV-3 Agena D | 137                                                              | 388                                                              | 104,6                                                            |                                                                                        |
| KH7-36 | 4036        | 1967-02-02 | OPS-4399  | 1967-007A | SLV-3 Agena D | 136                                                              | 357                                                              | 102,4                                                            |                                                                                        |
| KH7-37 | 4037        | 1967-05-22 | OPS-4321  | 1967-050A | SLV-3 Agena D | 135                                                              | 293                                                              | 91,5                                                             |                                                                                        |
| KH7-38 | 4038        | 1967-06-04 | OPS-4360  | 1967-055A | SLV-3 Agena D | 149                                                              | 456                                                              | 104,8                                                            |                                                                                        |